# Thorame-Basse
Thorame-Basse (en provençal dialecte vivaro-alpin Torama Bassa) est une commune française, située dans le département des Alpes-de-Haute-Provence en région Provence-Alpes-Côte d'Azur.
Le nom de ses habitants est Thoramians.

## Géographie

### Localisation

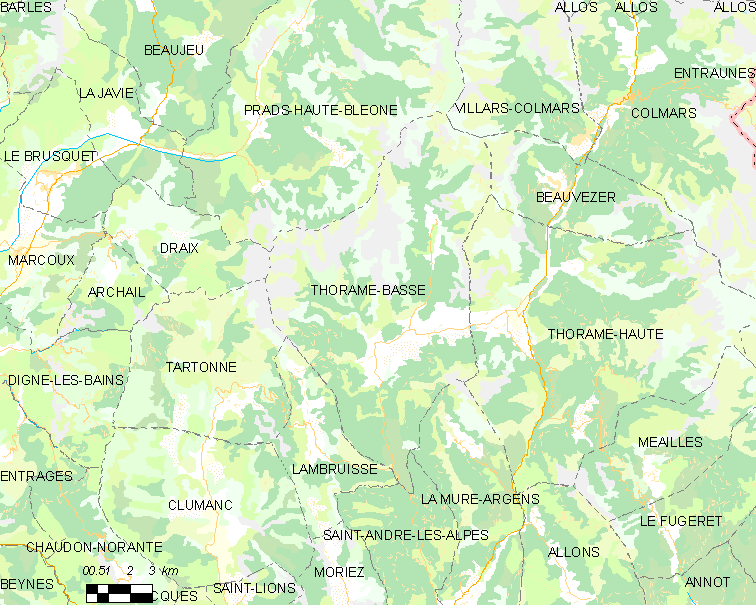
Thorame-Basse et les communes voisines (Cliquez sur la carte pour accéder à une grande carte avec la légende).

Les communes limitrophes de Thorame-Basse sont Prads-Haute-Bléone, Villars-Colmars, Beauvezer, Thorame-Haute, La Mure-Argens, Saint-André-les-Alpes, Lambruisse, Tartonne et Draix.
Le village de Thorame-Basse est situé à 1 145 m d’altitude.
Son point culminant se situe à 2 395 m, le point le plus bas est à 985 m dans la vallée de l'Issole.

### Voies de communications et transports

#### Transports en commun
- Transport en Provence-Alpes-Côte d'Azur
- Gare de Thorame-Haute
- Les transports Haut-Verdon-Voyage (HVV)[3] assurent la desserte locale.
- Temporairement ou occasionnellement : Navettes gratuites en juillet et août[4]. Navettes sites nordiques[5].
- Transports scolaires[6].

### Hameaux
La commune se compose de 5 villages principaux ; outre le chef-lieu, on trouve :
- le Moustier, situé à mi-distance entre les deux Thorame ;
- la Valette, au fond de la vallée de l'Issole ; le long de la Départementale 752 qui mène à ce village se trouve aussi la ferme isolée de la Moutière ;
- Château-Garnier à proximité de la petite vallée de l'Estelle ;
- la Bâtie, située le long de la vallée de l'Issole (lorsque la D2 rejoint la vallée en direction de Saint-André-les-Alpes).

Chacun de ces villages a sa propre chapelle ou église (lorsqu'elles étaient succursales de la paroisse de Thorame-Basse), et avait parfois son école comme la Valette.

### Géologie et relief
Lors des deux dernières grandes glaciations, la glaciation de Riss et la glaciation de Würm, d’importants glaciers occupent les vallées supérieures de la commune. C’est notamment le cas de la vallée de l’Issole, avec trois glaciers naissant sous le col de Lachen, sous la montagne de Boules et entre le Peymian et le Raichas. Un autre naissait sous la montagne du Cheval Blanc. Les glaciers de Würm sont moins épais que ceux de Riss.

### Sommets et cols

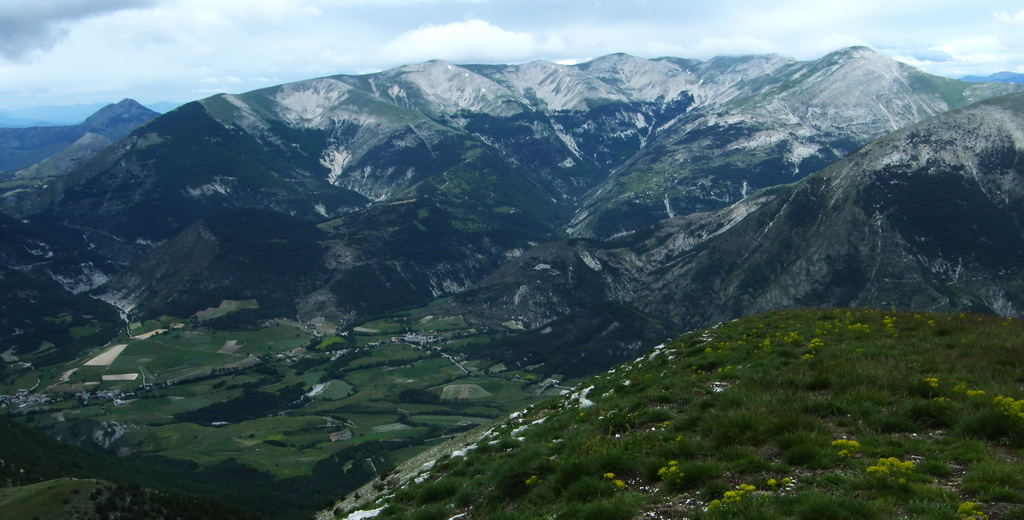
Montagne du Cheval Blanc et hameau de Château Garnier.

- Montagne du Cheval Blanc (2 323 m)
- Sommet de Mourre Frey (2 287 m)
- Petit Cordœil (1 780 m)
- col piéton de la Séoune (1 387 m)
- sommet du Piégut, immédiatement à proximité du village (1 288 m)

### Environnement
La commune compte 2 932 ha de bois et forêts.

### Hydrographie et les eaux souterraines
L'Issole, affluent du Verdon, prend sa source sur la commune. L'Estelle est un gros ruisseau qui se jette dans l'Issole.
La commune est traversée par plusieurs cours d'eau : l'Issole et ses affluents la Mastre et l'Estelle qui prennent leur source sur la commune.
Bien que située dans le pays du Haut Verdon, la commune n’est pas traversée par cette rivière qui passe à 5 km du chef-lieu.
Cours d'eau sur la commune ou à son aval :
- l'Issole, l'Estelle,
- le riou Sec, le riou Tort, le riou Blanc, riou Maurel,
- ravins de Favier, du riou de Séourne, de Merdèlique, de Rigaudrau, de la Moulière, de Fouranne.

Plan d'eau :
- Une partie du lac artificiel des Sagnes à la limite de la commune avec Thorame-Haute est située sur la commune de Thorame-Basse ; celui-ci sert en partie à l'arrosage des champs agricoles situés à proximité.

### Climat
Pour des articles plus généraux, voir Climat de Provence-Alpes-Côte d'Azur et Climat des Alpes-de-Haute-Provence.
En 2010, le climat de la commune est de type climat des marges montargnardes, selon une étude du Centre national de la recherche scientifique s'appuyant sur une série de données couvrant la période 1971-2000. En 2020, Météo-France publie une typologie des climats de la France métropolitaine dans laquelle la commune est exposée à un climat de montagne ou de marges de montagne et est dans la région climatique Alpes du sud, caractérisée par une pluviométrie annuelle de 850 à 1 000 mm, minimale en été.
Pour la période 1971-2000, la température annuelle moyenne est de 9,1 °C, avec une amplitude thermique annuelle de 16,8 °C. Le cumul annuel moyen de précipitations est de 882 mm, avec 6,6 jours de précipitations en janvier et 5,6 jours en juillet. Pour la période 1991-2020, la température moyenne annuelle observée sur la station météorologique de Météo-France la plus proche, « Méailles_sapc », sur la commune de Méailles à 13 km à vol d'oiseau, est de 11,2 °C et le cumul annuel moyen de précipitations est de 1 033,2 mm. 
La température maximale relevée sur cette station est de 38,3 °C, atteinte le 28 juin 2019 ; la température minimale est de −14,2 °C, atteinte le 6 février 2012,,.
Les paramètres climatiques de la commune ont été estimés pour le milieu du siècle (2041-2070) selon différents scénarios d'émission de gaz à effet de serre à partir des nouvelles projections climatiques de référence DRIAS-2020. Ils sont consultables sur un site dédié publié par Météo-France en novembre 2022.

## Urbanisme

### Typologie
Au 1er janvier 2024, Thorame-Basse est catégorisée commune rurale à habitat dispersé, selon la nouvelle grille communale de densité à 7 niveaux définie par l'Insee en 2022.
Elle est située hors unité urbaine et hors attraction des villes,.

### Occupation des sols
L'occupation des sols de la commune, telle qu'elle ressort de la base de données européenne d’occupation biophysique des sols Corine Land Cover (CLC), est marquée par l'importance des forêts et milieux semi-naturels (90,3 % en 2018), une proportion sensiblement équivalente à celle de 1990 (89,7 %). La répartition détaillée en 2018 est la suivante : 
forêts (40,9 %), espaces ouverts, sans ou avec peu de végétation (26 %), milieux à végétation arbustive et/ou herbacée (23,4 %), zones agricoles hétérogènes (8,6 %), prairies (1,1 %).
L'évolution de l’occupation des sols de la commune et de ses infrastructures peut être observée sur les différentes représentations cartographiques du territoire : la carte de Cassini (XVIIIe siècle), la carte d'état-major (1820-1866) et les cartes ou photos aériennes de l'IGN pour la période actuelle (1950 à aujourd'hui).

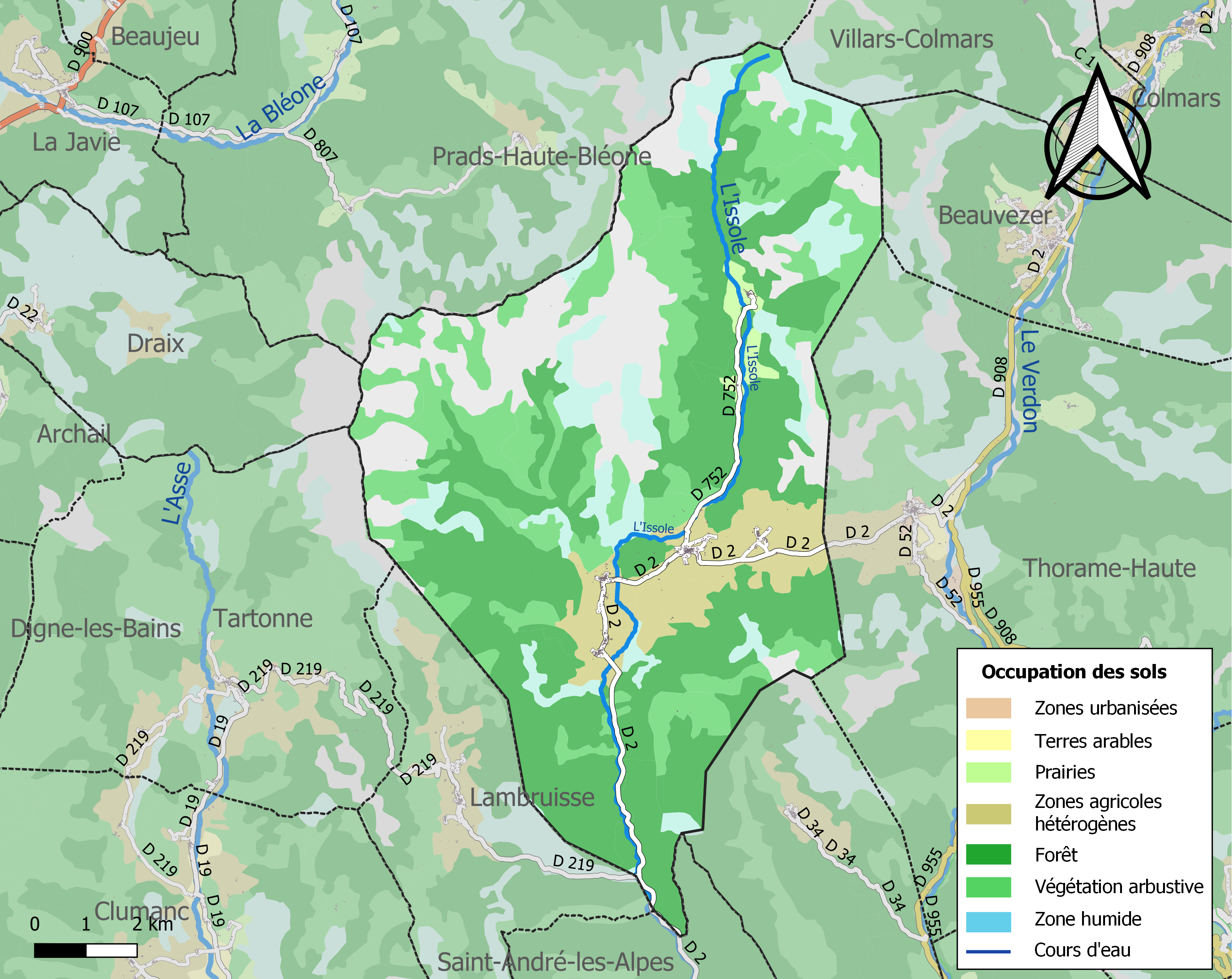
Carte de l'occupation des sols de la commune en 2018 (CLC).

### Planification de l'aménagement
La compétence urbanisme est assurée par la communauté de communes Alpes Provence Verdon - Sources de Lumière depuis sa création le 24 novembre 2016, avec effet le 1er janvier 2017. Thorame-Basse n'ayant pas de plan local d'urbanisme, le règlement national d'urbanisme s'applique.

### Risques majeurs
La commune de Thorame-Basse est également exposée à trois autres risques naturels :
- avalanche (mais ce risque ne figure pas dans le dossier départemental des risques naturels)[22] ;
- feu de forêt ;
- inondation ;
- mouvement de terrain : certains versants de la commune sont concernés par un aléa moyen à fort[23].

La commune de Thorame-Basse n’est exposée à aucun des risques d’origine technologiques recensés par la préfecture ; aucun plan de prévention des risques naturels prévisibles (PPR) n’existe pour la commune, le Dicrim existe depuis 2016.
Les inondations peuvent être provoquées par plusieurs rivières, même petites. Ainsi, la place du hameau de la Valette était, jusqu’aux travaux de 2013, régulièrement ravagée par les eaux d’un petit torrent.

#### Sismicité
Aucune des 200 communes du département n'est en zone de risque sismique nul. Le canton d'Allos-Colmars auquel appartient Thorame-Basse est en zone 1b (sismicité faible) selon la classification déterministe de 1991, basée sur les séismes historiques, et en zone 4 (risque moyen) selon la classification probabiliste EC8 de 2011.
Dans la liste qui suit, figurent les tremblements de terre fortement ressentis dans la commune, ayant atteint une intensité macro-sismique ressentie de V sur l’échelle MSK (dormeurs réveillés, chutes d’objets). Les intensités indiquées sont celles ressenties dans la commune, l’intensité peut être plus forte à l’épicentre :
- le séisme du 8 février 1974, avec une intensité ressentie de V et dont l’épicentre était situé à Thorame[28],
- le séisme du 31 octobre 1997, avec une intensité ressentie de V et dont l’épicentre était situé à Prads-Haute-Bléone[29].

## Toponymie
Le nom de civitas Eturamina (cité d’Eturamina), cité en 442, est formé sur la racine préceltique *etur, et d’un suffixe préceltique, tous deux d’origine et de sens inconnus, qu’il est possible de rapprocher d’Etruria. Charles Rostaing, dans son Essai sur la toponymie de la Provence (1950), donne une autre explication, et considère comme probable que le toponyme soit plus ancien que les Gaulois.
Une autre hypothèse lui assigne comme origine Turris (racine Celto-Ligure) Amaéna (racine latine) littéralement « tour agréable », provenant sans doute à la fois de la position administrative romaine de Thorame, et de son site agréable : vallée perpendiculaire au Verdon, orientée est-ouest, son ensoleillement et la qualité du sol. Le terme de « turris » ne désigne pas seulement la tour au sens ou nous l'entendons aujourd'hui, mais plus généralement un lieu urbanisé pouvant remplir différentes fonctions.
Ce nom de civitas Eturamina cité au Ve siècle ne concerne toutefois que Thorame-Haute. Thorame-Basse n’est citée en tant que telle qu’au XIe siècle, sous la forme de Toramina, qui devient « Toramena » (1109) ou « Thoramena ». Sur plusieurs cartes datant du XVIIe siècle, il est mentionné Thoramenes. Thorame est du genre féminin.
Il s'avère que le déterminant -Basse n'a pas été choisi en fonction de l'altitude, mais en fonction du rang social des deux villages voisins: Thorame-Haute était plus important administrativement parlant: ce fut le siège d'un évêché dès la fin de l'Antiquité et durant toute une partie du Haut Moyen Âge.

## Histoire

### Archéologie
La commune fait l'objet d'une « Zone archéologique de saisine des dossiers d'urbanisme », en vertu de l'arrêté préfectoral no 04218-2011, en date du 5 décembre 2011.

### Thorame: Antiquité et Haut Moyen Âge
L'histoire des "deux Thorame" se confond jusqu'à la scission du territoire d'Eturamina au Moyen Âge en deux communautés distinctes. La tribu des Eguiturii était peut-être installée dans la vallée de l’Issole, et donc à Thorame-Basse. Au milieu du Ve siècle, un évêché est installé à Thorame, peut être sur la colline du Piégut (donc à Thorame-Basse), dont l'évêché de Senez aurait pris la suite.

### Moyen Âge
La localité de Thorame-Haute apparait distincte pour la première fois dans les chartes au début du XIIIe siècle (Toramina superioris), suivie de celle de Thorame-Basse (Thoramina inferior) : les deux communautés sont donc séparées à cette date,. Ses premiers seigneurs connus sont les Piégut (XIIe-XIIIe siècles) ; leur succèdent les Féraud-Glandevès (XIVe-XVe siècles), les d’Oraison au XVIe siècle, puis les Jassaud jusqu’à la Révolution. En 1342, la communauté de Thorame-Basse est rattachée à la viguerie de Castellane par le comte de Provence.
Au début du deuxième millénaire, jusqu’au XIIIe siècle au moins, une communauté indépendante était installée sur la colline de Piégut. Son église dépendait de l’abbaye Saint-Victor de Marseille. La communauté fournissait un service militaire aux comtes de Provence sous la forme d’un cavalier monté et équipé (redevance dite de la cavalcade). Une bastide (sous la forme d’une maison forte) appartenait aux Balbi à la Bâtie.

### Temps modernes
Les guerres de religion provoquent des dévastations (destruction de la tour de Piégut). En avril 1586, une troupe protestante s’approchant du village, les habitants se réfugient dans le clocher qui était fortifié. Les protestants y mettent le siège, puis incendient l’église où meurent plusieurs habitants.
Si l'on en croit E. Bresc, le village de La Bâtie situé à l'entrée du goulet d'étranglement de la vallée de l'Issole (anciennement La Bastide) aurait été rattaché au XVIIIe siècle à Thorame-Basse. Il disposait de ses propres armes : D'azur, à une maison d'argent, essorée de gueules et ajourée de sable sur une terrasse de sinople.
En 1673, un habitant du village, Jean Monge, est assassiné.
La communauté dépendait de la viguerie de Colmars à la fin de l’Ancien Régime.

### Révolution française
Durant la Révolution, les paysans prennent d’assaut le château et arrachent les carcans de la prison à l’été 1791. La commune compte une société patriotique, créée après la fin de 1792.

### Époque contemporaine
Au XIXe siècle la commune connaît un certain essor industriel grâce au tissage de la laine. Deux fabriques fonctionnent en 1841, sur le modèle de la fabrique Honnorat de Saint-André-de-Méouilles ; elles sont dirigées par Jean-Baptiste Arnaud et les associés Bonnet et Chauvin. À elles deux, elles n’emploient jamais plus de dix ouvriers. L’une était située au Moustier, l’autre à La Bâtie et utilisait la force motrice de l’Issole. Elles cessent leur activité à la fin du XIXe siècle.
La Révolution et l’Empire apportent nombre d’améliorations, dont une imposition foncière égale pour tous, et proportionnelle à la valeur des biens de chacun. Afin de la mettre en place sur des bases précises, la levée d’un cadastre est décidée. La loi de finances du 15 septembre 1807 précise ses modalités, mais sa réalisation est longue à mettre en œuvre, les fonctionnaires du cadastre traitant les communes par groupes géographiques successifs. En 1827, le cadastre dit napoléonien de Thorame-Basse est achevé.
Comme de nombreuses communes du département, Thorame-Haute se dote d’écoles bien avant les lois Jules Ferry : en 1863, elle compte déjà quatre écoles dispensant une instruction primaire aux garçons, au village chef-lieu, mais aussi à La Valette et aux hameaux de Château-Garnier et de La Bâtie. En 1851, la loi Falloux impose l’ouverture d’une école de filles dans les communes de plus de 800 habitants, seuil que Thorame-Basse dépasse brièvement : la commune obéit à la loi, d’autant que la première loi Duruy (1867) abaisse ce seuil à 500 habitants. La deuxième loi Duruy (1877) lui permet, grâce aux subventions de l’État, de reconstruire trois de ses quatre écoles des villages : seule celle de La Valette est laissée en l’état.
En 1948 deux avions s'écrasent à peu d'intervalle sur la montagne du Cheval Blanc (voir l’article pour plus de détails) : un Douglas C-47 Dakota qui s'écrase fin janvier et fait 12 victimes civiles et militaires. Une croix est construite avec les restes de l'avion. Quelques jours plus tard, un autre avion, une Forteresse Boeing B-17 partie à la recherche du premier s'écrase au sommet de Tournon (sur Cheval Blanc) faisant 10 victimes et un survivant.

## Héraldique
| Blason de Thorame-Basse | Blason  | De sinople à la tour d'or bâtie au pied et à senestre d'un rocher d'argent mouvant de la pointe. |
| Blason de Thorame-Basse | Détails | Armes parlantes. Le statut officiel du blason reste à déterminer.                                |

## Économie
L’activité économique de la commune se partage entre l’agriculture pastorale et le tourisme.

### Entreprises et commerces

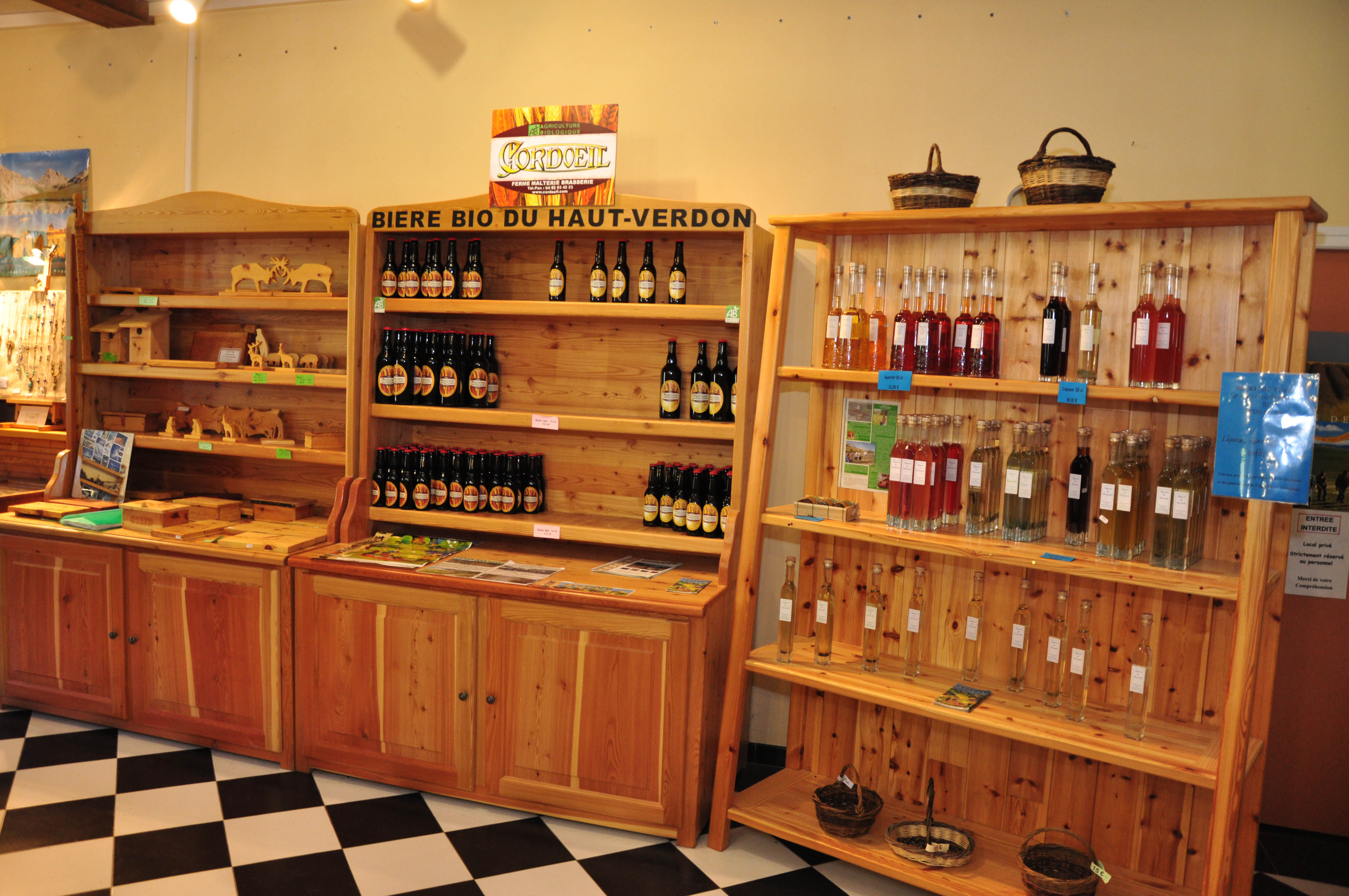
Bière bio du Haut-Verdon.

#### Agriculture
- Chailan est un producteur et négociant en miel, qui emploie 5 personnes[55].

#### Commerces
- Une brasserie bio est installée au village.

## Politique et administration

### Administration municipale
Le conseil municipal, réuni le 3 juillet 2020 pour réélire le maire, est composé de onze membres, dont trois adjoints.
| Période                                  | Période                        | Identité                            | Étiquette  | Qualité                            |
| ---------------------------------------- | ------------------------------ | ----------------------------------- | ---------- | ---------------------------------- |
| Les données manquantes sont à compléter. |                                |                                     |            |                                    |
|                                          | 1977                           | F. Pougnet                          |            | agriculteur                        |
| 1977                                     |                                | André Peyron                        |            | clerc de notaire                   |
|                                          | 1995                           | Paul Bonnet                         |            |                                    |
| 1995                                     | mars 2008                      | Jean Kints                          | ? puis UMP | médecin militaire retraité         |
| mars 2008                                | décembre 2015                  | Boris Pougnet,                      | DVG        | agriculteur et maître brasseur     |
| décembre 2015 (réélu le 3 juillet 2020)  | En cours (au 27 novembre 2020) | Bruno [Marie Thérèse Joseph] Bichon |            | directeur d'établissement retraité |

### Budget et fiscalité 2020
En 2020, le budget de la commune était constitué ainsi :
- total des produits de fonctionnement : 360 000 €, soit 1 570 € par habitant ;
- total des charges de fonctionnement : 271 000 €, soit 1 186 € par habitant ;
- total des ressources d’investissement : 87 000 €, soit 379 € par habitant ;
- total des emplois d’investissement : 147 000 €, soit 643 € par habitant.
- endettement : 5 000 €, soit 244 € par habitant.

Avec les taux de fiscalité suivants :
- taxe d’habitation : 5,65 % ;
- taxe foncière sur les propriétés bâties : 2,12 % ;
- taxe foncière sur les propriétés non bâties : 13,48 % ;
- taxe additionnelle à la taxe foncière sur les propriétés non bâties : 0,00 % ;
- cotisation foncière des entreprises : 0,00 %.

Chiffres clés Revenus et pauvreté des ménages en 2018 : Médiane en 2018 du revenu disponible, par unité de consommation : 17 670 €.

### Intercommunalité
Thorame-Basse a fait partie, jusqu'en 2016, de la communauté de communes du Haut-Verdon Val d'Allos ; depuis le 1er janvier 2017, elle est membre de la communauté de communes Alpes Provence Verdon - Sources de Lumière.

## Population et société

### Démographie

#### Évolution démographique
En 2022, Thorame-Basse comptait 208 habitants. À partir du XXIe siècle, les recensements réels des communes de moins de 10 000 habitants ont lieu tous les cinq ans (2006, 2011, 2016, etc. pour Thorame-Basse). Depuis 2004, les autres chiffres sont des estimations.
| 1765 | 1768 | 1793 | 1800 | 1806 | 1821 | 1831 | 1836 | 1841 |
| ---- | ---- | ---- | ---- | ---- | ---- | ---- | ---- | ---- |
| 938  | 937  | 897  | 842  | 797  | 885  | 894  | 809  | 795  |

| 1846 | 1851 | 1856 | 1861 | 1866 | 1872 | 1876 | 1881 | 1886 |
| ---- | ---- | ---- | ---- | ---- | ---- | ---- | ---- | ---- |
| 787  | 761  | 808  | 810  | 735  | 674  | 655  | 597  | 615  |

| 1891 | 1896 | 1901 | 1906 | 1911 | 1921 | 1926 | 1931 | 1936 |
| ---- | ---- | ---- | ---- | ---- | ---- | ---- | ---- | ---- |
| 572  | 578  | 531  | 525  | 504  | 420  | 393  | 340  | 315  |

| 1946 | 1954 | 1962 | 1968 | 1975 | 1982 | 1990 | 1999 | 2006 |
| ---- | ---- | ---- | ---- | ---- | ---- | ---- | ---- | ---- |
| 298  | 238  | 187  | 164  | 134  | 129  | 146  | 151  | 200  |

| 2011 | 2016 | 2021 | 2022 | - | - | - | - | - |
| ---- | ---- | ---- | ---- | - | - | - | - | - |
| 220  | 222  | 216  | 208  | - | - | - | - | - |

| 1315     | 1471    |
| -------- | ------- |
| 145 feux | 95 feux |

L’histoire démographique de Thorame-Basse, après la saignée des XIVe et XVe siècles et le long mouvement de croissance jusqu’au début du XIXe siècle, est marquée par une période d’« étale » où la population reste relativement stable à un niveau élevé. Cette période, étendue pour la commune, dure de 1800 à 1866. L’exode rural provoque ensuite un mouvement de recul démographique de longue durée. En 1926, la commune enregistre la perte de la moitié de sa population du maximum historique de 1861. Le mouvement de recul ne s’arrête que tardivement, dans les années 1980. Depuis, la population s’est remis à croître.

## Lieux et monuments

### Architecture civile et défensive
La vallée de l’Issole, où est située Thorame-Basse, marque la limite sud des toits montagnards, qui étaient traditionnellement couverts de bardeaux. Ce type de couverture a largement été remplacé, dans la seconde moitié du XXe siècle, par les tôles (tôle ondulée, tôle plate, etc.). Une maison du village date de 1504, dont le linteau est soutenu par deux figures d’atlantes ou de caryatides, dont les traits sont usés et méconnaissables.
La mairie est logée dans un bâtiment appelé « le château » : grande bâtisse carrée, il a deux étages aux fenêtres cintrées du côté de la campagne. Il remonte au XVIIIe siècle.
La tour de Piégut se trouve sur une colline qui domine le village, et voisine avec Notre-Dame de Piégut : un chemin d’oratoires y conduit. La tour, aux salles voûtées d’ogives, doit dater du XIVe siècle.

### Art religieux
- L’église paroissiale Saint-Pierre-ès-Liens (1588[39]) : la nef de trois travées en berceau, aboutit dans une travée de chœur, au chevet plat. De chaque côté du chœur, se trouve une chapelle[Col 5]. La flèche du clocher est couverte de tuiles vernissées vertes, brunes, jaunes, comme le toit de la nef, où les tuiles dessinent un quadrillage[Col 6]. Dans le mobilier de l’église, se trouvent :

ornant le chœur, un vaste retable à trois pans. Au centre, se trouve une peinture de saint Pierre et l’ange ; sur les côtés, saint Pierre et saint Paul sont statufiés. Le tout, encadré de colonnes, de frises en bois sculpté, date de la fin XVIIe-début XVIIIe, et est classé au titre objet, ;
un tableau classé de la première moitié du XVIIe siècle représente la Crucifixion, ;
un autre retable représente la donation du rosaire ;
une armoire ornée de chutes de fruits de la fin du XVIIe siècle,.
- La chapelle Notre-Dame de Piégut, en haut du Piégut, est ornée sur sa façade d’une statue de la Vierge en marbre peint, du XVIe siècle, classée au titre objet à l’inventaire des monuments historiques[Col 11],[67].
- L’église de la Nativité de Notre-Dame[39] à Château-Garnier est construite en 1859[Col 12], en remplacement de l’ancienne église Saint-Mathieu[39] ; on lui ajoute un clocher en 1870-1872. Bien qu’éloignée de 500 m à peine de la chapelle Saint-Thomas, on la construit pour faciliter l’accès des paroissiens en hiver. La nef compte deux travées voûtées d’arêtes, le chœur étant logé dans l’une d’elles, et une travée centrale sous coupole[Col 12]. Dans son mobilier, le tableau représentant saint Matthieu, daté de 1657, est classé au titre objet[68]. L'horloge est de 1891[69].
- La chapelle Saint-Pierre au hameau du Moustier dépendait de la paroisse de Thorame-Basse[39].
- La chapelle Saint-Thomas, au cimetière du hameau de Château-Garnier, date en partie du XIIe ou du XIIIe siècle : l’abside, classée monument historique[70] est de cette époque. Lors de la reconstruction de l’église en 1890, un mur la sépare du reste du bâtiment[Col 13]. En dehors de l’abside, l’église est composée d’un chœur à trois pans, couvert d’une demi-coupole, et d’une nef à deux travées. La chapelle se signale surtout par les fresques de ses voûtes, classées aux monuments historiques[71], [72], allant du XIIe au XVIe siècle[Col 14] : le Christ en majesté est assis sur un arc-en-ciel, accompagné du Soleil et de la Lune. Les quatre évangélistes datent des environs de 1550[Col 13]. Sur la façade, se trouve une statue de la Vierge à l’Enfant du XVIe siècle[Col 15].
- La chapelle Sainte-Agathe, au hameau de la Bâtie, est construite en 1861[Col 16] sur l’emplacement d’une chapelle plus ancienne[39]. Elle compte trois travées voûtées d’arêtes, dont une pour le chœur, à chevet plat[Col 16]. Le calice en argent, orné par l’orfèvre d’une guirlande et des lettres IS, date du XVIIIe siècle ; il est classé[73].
- La commune compte encore l’église de la Transfiguration de la Vierge (ou du Saint-Sauveur) à La Valette, qui a été une succursale de Thorame-Basse[39].
- Fontaines et lavoirs

## Activités et associations
Festivités
Chaque année au début du mois d'août depuis 1903 a lieu la "Messe des bergers" à la cabane de Chalufy. Ce pèlerinage amène chaque année une foule nombreuse.
La Bâtie, Château Garnier et Thorame-Basse ont leur fête annuelle en été.
Équipements culturels et scientifiques
La commune possède un point-lecture informatisé (l'une des médiathèque du Pays A3V).
Un observatoire est en cours de construction sur la montagne du Cheval Blanc (2 326 m d'altitude) par l'association "A4", il s'agit d'un télescope automatique dirigeable à distance via Internet.
Associations
- Culture et patrimoine créée en 1989 par Marcel Boyer et Michel Mané et l'Association restauration des intérieurs des églises de Thorame-Basse qui travaillent avec la municipalité sur des projets de rénovation du patrimoine.
- le Foyer rural des deux thorame C.O.O.L. des Thorame[75].
- Pélagie créée en 2006 notamment par Rica Levy, son actuelle présidente, en soutien aux familles touchées par l’autisme Asperger et établie à Salon-de-Provence, elle a organisée des séjours pour jeunes autistes entre 2013 et 2023 à Thorame-Basse[76],[77].

## Personnalités liées à la commune
- Bienvenu Victorien de Jassaud (1783-1884), baron de Thorame, fut successivement maire de Digne, conseiller de préfecture, membre et président du conseil général des Basses-Alpes[78].
- André Peyron est un chanteur provençal originaire de la commune.